# Ovalveolina
Ovalveolina es un género de foraminífero bentónico de la familia Alveolinidae, de la superfamilia Alveolinoidea, del suborden Miliolina y del orden Miliolida. Su especie tipo es Alveolina ovum. Su rango cronoestratigráfico abarca desde el Albiense (Cretácico inferior) hasta el Cenomaniense (Cretácico superior).

## Clasificación
Ovalveolina incluye a la siguiente especie:
- Ovalveolina ovum †

Otra especie considerada en Ovalveolina es:
- Ovalveolina maccagnoae †, de posición genérica incierta